# Trois Doms
Der Trois Doms ist ein Fluss in Frankreich, der in der Region Hauts-de-France verläuft. Er entspringt am südlichen Ortsrand von Dompierre, entwässert generell in nördlicher Richtung durch die Landschaft Santerre und mündet nach 20 Kilometern im Gemeindegebiet von Pierrepont-sur-Avre als rechter Nebenfluss in die Avre. Im Unterlauf bildet das Tal des Trois Doms ein durchgängiges Feuchtgebiet (Grand Marais). Auf seinem Weg durchquert der Fluss die Départements Oise und Somme.

## Orte am Fluss
(in Fließreihenfolge)
- Dompierre
- Domfront
- Rubescourt
- Ayencourt
- Montdidier
- Courtemanche
- Marestmontiers
- Bouillancourt-la-Bataille
- Pierrepont-sur-Avre